# Joseph J. Reynolds
Joseph Jones Reynolds (Flemingsburg, 4 januari 1822 – Washington D.C., 25 februari 1899) was een Amerikaans ingenieur, professor en officier die voor de Verenigde Staten vocht tijdens de Amerikaanse Burgeroorlog en de Amerikaans-indiaanse oorlogen.

## Vroege jaren en loopbaan
Reynolds werd geboren op 4 januari 1822 in Flemingsburg, Kentucky. Hij volgde voor een korte periode les aan de Wabash College voor hij toegang kreeg tot de United States Military Academy in West Point, New York in 1839. Hij studeerde af in de klas van 1843 als tiende van negenendertig kadetten. Hij kreeg een aanstelling als Tweede luitenant bij de 4th U.S. Artillery.
Hij diende achtereenvolgens in Fort Monroe in Virginia, Carlisle Barracks in centraal Pennsylvania en in het bezettingsleger onder leiding van Zachary Taylor in Texas in 1845. In 1846 keerde hij terug naar West Point om als assistent-professor aan de slag te gaan. Op 3 december van datzelfde jaar huwde hij met Mary Elizabeth Bainbridge.
Hij vertrok in 1857 uit West Point om opnieuw in actieve dienst te treden. Hij kreeg een aanstelling in Indian Territory langs de Frontier, de lange grens van de Verenigde Staten met de verschillende Indianenstammen. Kort daarna nam hij ontslag uit het leger en werd een ingenieursprofessor aan de Washington-universiteit te Saint Louis in Missouri.
In 1860 verhuisde het gezin naar Indiana waar hij samen met één van zijn broers een kruidenierswinkel openhield.

## Amerikaanse Burgeroorlog
Reynolds werd benoemd tot kolonel door de gouverneur van Indiana Oliver Morton. Hij kreeg het bevel over Camp Morton. Dit kamp lag bij Indianapolis en werd gebruikt om nieuwe eenheden te trainen. Reynolds 10th Indiana Volunteer Regiment werd naar westelijk Virginia gestuurd waar het een doorslaggevende rol speelde in het afslaan van een Zuidelijke aanval onder leiding van Robert E. Lee bij Cheat Mountain.
Reynolds werd bevorderd tot brigadegeneraal maar nam in januari 1862 ontslag uit deze functie. Hij keerde terug naar Camp Morton om nieuwe regimenten te trainen. Hij bleef deze functie vervullen tot november 1862. Hij werd benoemd tot kolonel van de 75th Indiana Volunteers. Daarna werd hij opnieuw tot brigadegeneraal bevorderd en kreeg de opdracht om in Carthage (Tennessee) een depot en versterkingen aan te leggen. Hij werd bevorderd tot generaal-majoor van de vrijwilligers. Hij kreeg het bevel over het in het XIV Corps van de Army of the Cumberland. Hij voerde zijn divisie aan tijdens de Slag bij Hoover's Gap en de Slag bij Chickamauga.
Hij diende als chef staf van het Army of the Cumberland. Daarna werd hij overgeplaatst naar de Golf van Mexico waar hij de leiding kreeg van een divisie in het XIX Corps op zich nam die gelegerd was in New Orleans in Louisiana. Enige tijd later werd hij de bevelhebber van het XIX Corps. Daarna werd hij nog bevelhebber van het VII Corps in Arkansas.
Hij was de schoonbroer van gebrevetteerd brigadegeneraal Jules C. Webber.

## Loopbaan na de Amerikaanse Burgeroorlog
Na de burgeroorlog bleef Reynolds in het beroepsleger. Hij werd kolonel van de 26th U.S. Infantry Regiment en bevelhebber van het Department of Arkansas. Tijdens de reconstructie verving hij generaal Charles Griffin die bevelhebber was van het Department of Texas. Toen het militair bestuur in Texas opgegeven werd, keerde Reynolds terug naar de Frontier. Hij werd benoemd tot kolonel van het 3rd United States Cavalry Regiment.

## Slag bij de Powder River
Reynolds nam deel aan de  Black Hills-oorlog tussen 1876 en 1877. Op 1 maart 1876 voerde hij de Big Horn-expeditie aan. Deze vertrok uit Fort Fetterman in het Wyoming-territorium om "vijandelijke" Lakota en Noordelijke Cheyenne onder leiding van Sitting Bull en Crazy Horse op te sporen.
In de ochtend van 17 maart 1876 vielen Reynolds en zes compagnieën (ongeveer 379 soldaten van het 2nd en 3rd United States Cavalry Regiments een dorp aan van de Noordelijke Cheyenne en Oglala Lakota langs de Powder rivier aan. Dit gevecht zou later gekend staan als de Slag bij de Powder River. De Indianen hadden hun nederzetting op de westelijke oever in het zuidoosten van de Montanaterritorium. Na een vijf uur durende strijd had Reynolds vijf gesneuvelden, zes gewonden en 66 slachtoffers die bevroren ledematen hadden te betreuren. De Indianen hadden slechts enkele doden en gewonden. Reynolds en zijn soldaten trokken zich 32 km terug in zuidelijke richting. De aanvoerders van de Indianen in de nederzetting waren Two Moons, He Dog, Little Wolf en Wooden Leg.

## Aanklacht
Kolonel Reynolds werd beschuldigd van plichtsverzuim voor het niet goed ondersteunen van de eerste charge met zijn hele commando; voor het verbranden van de buitgemaakte voorraden, voedsel, dekens, buffelgewaden en munitie in plaats van ze te bewaren voor gebruik door het leger; en vooral voor het kwijtraken van honderden van de buitgemaakte paarden. In januari 1877 bevond de krijgsraad in Cheyenne, Wyoming, Reynolds schuldig aan alle drie de aanklachten. Hij werd veroordeeld tot schorsing van rang en commando voor een jaar. Zijn vriend en klasgenoot van West Point, President Ulysses S. Grant schold de straf kwijt, maar Joseph J. Reynolds diende nooit meer. Hij ging met arbeidsongeschiktheidsverlof op 25 juni 1877, precies een jaar na het hoogtepunt van de grote SiouxOorlog bij de Little Bighorn. De mislukte expeditie van Crook en Reynolds en hun onvermogen om de Lakota en Cheyenne bij Powder River ernstige schade toe te brengen, stimuleerde waarschijnlijk de Indiaanse weerstand tegen de eisen van de Verenigde Staten.
Joseph Jones Reynolds overleed op 25 februari 1899 in Washington D.C. op 77-jarige leeftijd. Hij werd begraven in Arlington National Cemetery.